# Белл, Рудольф Манга
Рудольф Манга Белл (нем. Rudolf Manga Bell, 1873 или 1875, Дуала — 8 августа 1914, Дуала) — верховный вождь племени Дуала и лидер антиколониального восстания против Германской империи в колонии Камерун

## Биография

### Ранние годы
Рудольф Манга Белл родился в 1873 или в 1875 году в городе Дуала в немецкой колонии Камерун. Он был старшим сыном верховного вождя народа дуала из династии Белл, Манги Ндумбе Белла. Он воспитывался как представитель единой афронемецкой культуры, который должен был ценить как европейский, так и африканский образ жизни. Огромное влияние на него оказал его дядя Давид Манденси, который отличался крайне прозападными взглядами. В юности Рудольф учился в школах Дуалы и Германии. В частности известно, что в 1890-х годах он посещал гимназию в Ульме, хотя записей в студенческих книгах о нём не сохранилось. В документах вождя сохранились сведения о том, что в Германии его назвали Ein-Jähriger, то есть прошедший восьмилетнее обучение. Это указывает на то, что у него был сертификат об образовании выше начального уровня, но ниже уровня Abitur, который получают закончившие образование целиком. По возвращении в Камерун принц оказался одним из самых образованных людей в колонии, чьё мировоззрение мало отличалось от западного. Впоследствии он совершал и другие поездки по Европе. Например, в 1902 году он ездил со своим отцом в Берлин и Манчестер. В последнем он встретился с мэром города в ратуше, что упомянул журналист African Times, который при этом сомневался, что чернокожие были членами знатной семьи. В Европе Рудольф женился на Эмили Энгом Дайас, которая была дочерью английского торговца и женщины из племени дуала.

### Правление
2 сентября 1908 года умер Манги Нлумбе, и Рудольф стал королём, основав линию династии Манга Белл. 2 мая 910 года прошла традиционная церемония усыновления вождя дуала вождём бонабери. Рудольф получал от правительства колонии пособие в размере 8 тысяч марок. Ему также отошли заросли какао и леса, которые произрастали в долине реки Мунго, собственность и недвижимость в Дуале и прибыльная должность главы апелляционного суда, чья юрисдикция распространялась на всё побережье Камеруна. Его отец и дед находились на пике своей политической власти, и на той же высоте оказался и Рудольф, правя всеми семьями Дулала. В то же время его отец оставил ему и значительный долг в 7 тысяч немецких марок. В связи с этим он вынужден был сдать свои наиболее прибыльные территории в аренду для получения предоплаты и перебраться вглубь земель дуала. Но в 1913 году он по-прежнему владел 200 гектарами плантаций какао, что по меркам дуала было очень много.
Первоначально Рудольф правил с явным прозападным настроем, в открытую симпатизируя немецкой власти. Его отношения с немцами носили деловой характер. Они считали Рудольфа хорошим гражданином и партнёром. Тем не менее, он неоднократно конфликтовал с немцами. В частности, в 1910 году они без каких-либо доказательств обвинили его в участии в крупном ограблении банка.
В том же 1910 году начался крупный конфликт между семьёй Манга Белл и правящим режимом. Немцы создали план по переселению народа дуала вглубь страны от реки Вури с целью заселить регион выходцами из Европы. Они экспроприировали всё имущество Рудольфа, за исключением его владений в Бонабери. Члены кланов дуала были категорически против такой политики и впервые выступили против европейцев единым фронтом. Положение Рудольфа как лидера доминирующего клана в сочетании с его непримиримым характером, образованием и финансами сделало его естественным лидером оппозиции решению европейцев. В ноябре 1911 года вместе с другими правителями дуала он направил письмо в Рейхстаг с решительным протестом, осуждая захват земель. Немцы были удивлены его вмешательству, но предпочли  проигнорировать жалобу. В марте 1912 года протест повторился, но почти через год, 15 января 1913 года немцы приступили к реализации своего плана. 20 февраля вожди отправили последнее предупреждение, заявляя, что "это решение может заставить туземцев задуматься: не будет ли разумнее отменить германо-дуалский договор, заключённый в 1884 году, и подписать его с другой державой". Рудольф утверждал, что действия германии напрямую нарушают заключённый договор, согласно которому, землёй, на которой немцы могли строить свои города и фабрики, должны были владеть те же вожди, что и правили на момент заключения договора, или их законные наследники. Они также противоречили заявлению губернатора Камеруна Теодора Зейтца, что он оставит народ в покое когда построит железную дорогу через его земли. Немцы же заявили, что, согласно договору, они могли действовать на землях как захотят, а дуала оставались лишь номинальными властителями. В августе они отстранили Рудольфа от должности главы апелляционного суда и лишили годовой пенсии в 3 тысячи марок. Его место занял его брат Генри Лобе Белл.
В Рейхстаге тем временем обсуждал планы экспроприации на первую половину 1914 года. Рудольф заручился поддержкой немецкого журналиста Гельмута фон Герлаха. Последнему удалось добиться от комиссии Рейхстага по бюджету распоряжения о приостановлении членства в марте, но приказ был отменён когда министр по делам колоний Вильгельм Зольф убедил журналистов, политиков и прочих жителей германской колонии европейского происхождения в необходимости сплотиться в поддержку экспроприации. Представители дуала, в частности Рудольф, запросили разрешение отправить своих послов в Германию для защиты своих интересов на слушаниях, но получили отказ. Тогда Манга Белл отправил в Берлин своего тайного агента Адольфо Нгосо Дина, который смог бы нанять адвоката. Последний должен был присутствовать на слушаниях и защищать права африканского народа.